# Gitt Hidle
Gertrud Margareta (Gitt) Jobs Hidle, född 14 maj 1913 i Falun, död 17 maj 2007 i Bærum, var en svensk-norsk textilkonstnär.
Hon var dotter till Anders Jobs och Elisabet Wisén-Jobs och gift med inredningsarkitekten Jonas Hidle samt syster till Lisskulla Jobs, Lisbet Jobs, Peer Jobs, Gocken Jobs och Mait Jobs. Hon studerade vid Brunssons vävskola i Stockholm 1936 och praktikarbetade därefter hos Else Halling 1939 samt företog ett flertal studieresor i Europa. Hon tilldelades stipendier från bland annat Fonden för svensk-norsk samarbete 1971 och Statens reise- og studiestipendium 1977. Hidle utförde några offentliga uppdrag för Norsk kulturråd. Tillsammans med sina syskon medverkade hon med vävnader i bland annat utställningen När skönheten kom till byn på Nordiska Kompaniet 1945, som blev systrarnas genombrott som textila formgivare.

## Källa
- NORSK KUNSTNERLEKSIKON, I–IV, SOM BLE UTGITT 1982–86 via Store norske leksikon.